# Ossaggittia
Ossaggittia es un género de foraminífero bentónico de la subfamilia Pleurostomellinae, de la familia Pleurostomellidae, de la superfamilia Pleurostomelloidea, del suborden Buliminina y del orden Buliminida. Su especie tipo es Ellipsopleurostomella russitanoi. Su rango cronoestratigráfico abarca el Pleistoceno.

## Discusión
Clasificaciones previas incluían Ossaggittia en el suborden Rotaliina del orden Rotaliida.

## Clasificación
Ossaggittia incluye a las siguientes especies:
- Ossaggittia rimosa †
- Ossaggittia rostrata †
- Ossaggittia russitanoi †
- Ossaggittia thomasae †